# Голицын, Иван Алексеевич
Князь Иван Алексеевич Голицын (1658—1729) — комнатный стольник царя Ивана V Алексеевича (1684).

## Биография
Сын родоначальника ветви «Алексеевичей» рода Голицыных, боярина Алексея Андреевича Голицына. Был тихим, робким и богомольным человеком и, хотя был младшим братом воспитателя Петра I Бориса Алексеевича Голицына и мог сделать блестящую карьеру, всячески сторонился службы при дворе.
В 1684 году удачно женился на 19-летней княжне Анастасии Петровне Прозоровской, которая в качестве приданого принесла в род Голицыных целый ряд имений, в том числе «Петровское» (Петрово-Дальнее) и Черемоши (Черёмушки-Знаменское).
У них родились два сына:
- Фёдор Иванович (1700—1759), генерал-майор. Был женат на Марии Львовне Нарышкиной (1703—1727) и (с 1728) на Анне Петровне Измайловой (1712—1749).
- Алексей Иванович (1707—1739). Был женат на княжне Дарье Васильевне Гагариной (1707 — после 1774).

В своих имениях строил храмы: в Звенигородском уезде на пустоше Головковской в 1701 году построил Никольскую церковь, от чего Головково и получило название по церкви «село Никольское, Головково тож»; в 1714—1718 годы в своей усадьбе Гиреево построил каменную церковь Спаса Нерукотворного образа; в 1726 году в имении жены близ Осташёво, была освящена достроенная им Благовещенская церковь, на пустоши Брашниковой.
Иван Алексеевич Голицын умер через месяц после своей жены, постригшись в монахи. Супруги были похоронены в московском Богоявленском монастыре.
После смерти родителей, по завещанию, Фёдор Иванович получил три четверти состояния своей матери, в том числе Петровское и Черемоши. Алексей Иванович получил все родовые отцовские вотчины и четвёртую часть состояния матери.